# سیارک ۶۲۰

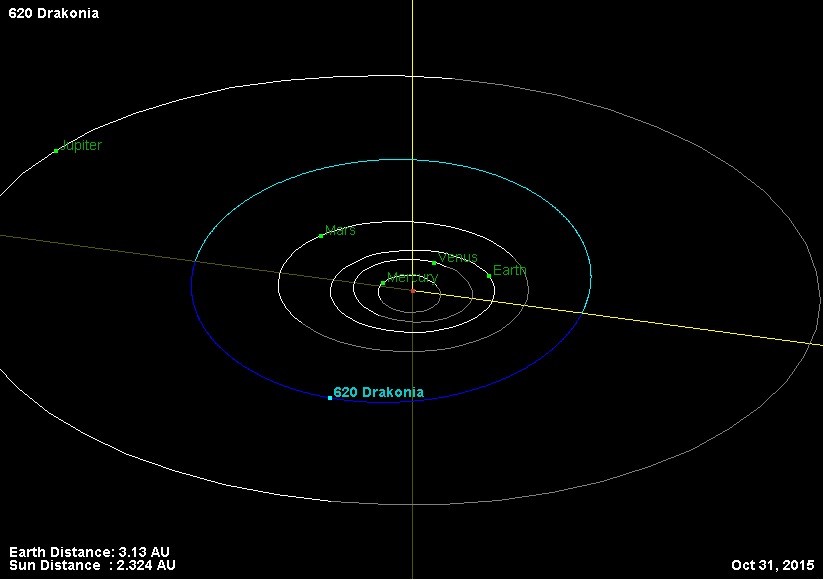
نمایی از محل قرارگیری سیارک ۶۲۰ در مدار – ۲۰۱۵

سیارک ۶۲۰ (به انگلیسی: 620 Drakonia، نامگذاری:1906WE) ششصد و بیستمین سیارک کشف شده‌است که در ۲۶ اکتبر ۱۹۰۶ کشف شد.
قدر مطلق سیارک برابر ۱۱٫۲۸ است.